# ریشه دوازدهم دو
ریشه دوازدهم دو {\displaystyle {\sqrt[{12}]{2}}} یک عدد جبری گنگ است که بیشتر در تئوری موسیقی کاربرد دارد، که نشان دهندهٔ نرخ فرکانس بین هر دو نوت متوالی یک گام دارای نیم گام نوین است. این عدد را جان سباستین باخ به عنوان راه حلی برای صدای خرخر (گرآل) ناشی از مضراب هارپسی کوردهای قدیمی و پیانوهای جدید عنوان کرد. مقدار آن تقریباً ۱٫۰۵۹۴۶۳۰۹۴۳۵۹۲۹۵۲۶۴۵ است که با کسر ۱۸⁄۱۷ ≈ ۱٫۰۵۸۸ تقریب زده می‌شود. در واقع زیر و بمی صدا با گامهایی به اندازه ضریبی از ریشه دوازدهم دو از هم جدا می‌شوند:
| نت    | فرکانس Hz | ضریب افزایش | ضریب (تا شش رقم اعشار) |
| ----- | --------- | ----------- | ---------------------- |
| A     | ۴۴۰٫۰۰    | 2۰/۱۲       | ۱٫۰۰۰۰۰۰               |
| A♯/B♭ | ۴۶۶٫۱۶    | ۲1/12       | ۱٫۰۵۹۴۶۳               |
| B     | ۴۹۳٫۸۸    | 2۲/۱۲       | ۱٫۱۲۲۴۶۲               |
| C     | ۵۲۳٫۲۵    | 2۳/۱۲       | ۱٫۱۸۹۲۰۷               |
| C♯/D♭ | ۵۵۴٫۳۷    | ۲4/12       | ۱٫۲۵۹۹۲۱               |
| D     | ۵۸۷٫۳۳    | 2۵/۱۲       | ۱٫۳۳۴۸۳۹               |
| D♯/E♭ | ۶۲۲٫۲۵    | ۲6/12       | ۱٫۴۱۴۲۱۳               |
| E     | ۶۵۹٫۲۶    | 2۷/۱۲       | ۱٫۴۹۸۳۰۷               |
| F     | ۶۹۸٫۴۶    | 2۸/۱۲       | ۱٫۵۸۷۴۰۱               |
| F♯/G♭ | ۷۳۹٫۹۹    | ۲9/12       | ۱٫۶۸۱۷۹۲               |
| G     | ۷۸۳٫۹۹    | 2۱۰/۱۲      | ۱٫۷۸۱۷۹۷               |
| G♯/A♭ | ۸۳۰٫۶۱    | ۲11/12      | ۱٫۸۸۷۷۴۸               |
| A     | ۸۸۰٫۰۰    | 2۱۲/۱۲      | ۲٫۰۰۰۰۰۰               |